# Baltazar Josić
Baltazar Josić  (Subotica, 5. siječnja 1806. – Subotica, 1. veljače 1850.) je bio subotički visoki gradski dužnosnik bačkih Hrvata iz predgrađanskog vremena u Subotici.
Sin Karla i Eve r. Sučić. Obnašao je visoke dužnosti u subotičkoj gradskoj upravi. Gradski podbilježnik od polovice 1828. do početka 1834. godine. Senator od 1839. godine. Na mjesto subotičkog gradonačelnika došao je siječnja 1845., kad je ostavku dao glavni sudac Josip Antunović, pa je na njegovo mjesto došao dotadašnji gradonačelnik Josip Sarić, a na Sarićevo mjesto gradonačelnika došao je Baltazar Josić. Listopadski izbori 1847. bili su uspješni za njega. Izabran je za velikog kapetana, što je onda značilo mjesto čelnika gradskog redarstva. Uspjeh je ponovio na svibanjskim izborima 1848., a prosinca iste godine podnio je ostavku.